# عزلة خميس هراش (عمران)

تعديل مصدري - تعديل

عزلة خميس هراش هي إحدى عزل مديرية خارف في محافظة عمران اليمنية ويبلغ تعداد سكانها 10822 نسمة حسب التعداد السكاني في اليمن لعام 2004.

## روابط خارجية
- الجهاز المركزي للإحصاء بالجمهورية اليمنية
- المركز الوطني للمعلومات باليمن
- World Gazetteer:Yemen
- الدليل الشامل